# Confédération des travailleurs de Colombie
Pour les articles homonymes, voir CTC.
La Confederación de Trabajadores de Colombia (CTC-Confédération des travailleurs de Colombie) est une confédération syndicale colombienne fondée le 10 octobre 1935 à Bogota sous le nom de Confederación Sindical de Colombia avant de prendre son nom actuel en 1943. Elle est affiliée à la CSI et à la CSA après avoir été affiliée à l'ORIT.

## Historique

### Origines et premier essor
La Confederación Sindical de Colombia prend naissance dans le mouvement de La Revolución en Marcha (La Révolution en marche) initiée par le président Alfonso López Pumarejo. Elle vient de l'union de la Confederación Obrera Nacional (Confédération ouvrière nationale) proche du Parti communiste colombien, fondée en 1925 et d'autres syndicats d'inspiration libérale ou anarchiste. Après le congrès de fondation, deux comités exécutifs sont élus, un dominé par les communistes, l'autre par les militants des autres organisations, ce dernier est reconnu par les autorités comme le comité officiel. Les deux comités se rassemblent, lors du congrès de Medellin du 7 août 1936 et les responsabilités sont réparties entre les deux groupes. Le 21 décembre 1937, le Département national du Travail donne la personnalité juridique à la nouvelle confédération. Cependant, l'élection d'Eduardo Santos en 1938, hostile au mouvement syndical, ralentit l'expansion du mouvement syndical et au sein de la CSC, les communistes sont réduits à la minorité au sein du comité exécutif.
En 1942, Alfonso López Pumarejo est élu de nouveau président de la République avec le soutien des organisations syndicales et particulièrement de la CSC. Avec le soutien du nouveau ministre du travail, Jorge Eliécer Gaitán, la CSC connait une nouvelle expansion. Le 18 octobre 1943, lors du cinquième congrès de la CSC à Bucaramanga, la CSC approuvent de nouveaux statuts et change son nom pour la Confederación de Trabajadores de Colombia. La CTC joue un rôle  important pour mobiliser le peuple contre la tentative de coup d'état mené par certains officiers à Pasto contre le président López Pumarejo. Cette mobilisation pousse le président à faire passer la Ley 6a de 1945 qui pose les bases du droit colombien du travail.
Une scission a lieu en 1945, menée par les gaitanistes, pour créer la Central Nacional de Trabajadores (Centrale nationale des travailleurs), mais l'échec rapide de cette centrale pousse ses militants à rapidement réintégrer la CTC, à l'exception d'une fraction qui rejoint l'Unión de Trabajadores de Colombia (Union des travailleurs de Colombie) proche du Parti conservateur colombien.

### Difficultés et affaiblissement
L'arrivée au pouvoir d'Alberto Lleras Camargo, soutenu par la droite libérale et les conservateurs, marque une rupture de la forte relation entre l'État colombien et la confédération. Des grèves soutenues par les fédérations de la CSC se déclenchent dans différents secteurs, principalement celui du pétrole et des chemins de fer. Le 18 décembre 1945, une grève des ouvriers des transports sur la Magdalena, organisés au sein de la Fedenal, une fédération importante de la CTC, sous influence du Parti communiste colombien, bloque le trafic sur le fleuve. Cette grève divise profondément la CTC entre les communistes et les militants libéraux. La direction de la CTC décide de suspendre la grève face aux persécutions gouvernementales et patronales, mais les militants de la Fedenal, soutenus par les communistes s'opposent à cette décision. Le 1er janvier 1946, la grève s'arrête, mais la Fedenal est liquidée.
En 1946, la CTC doit faire face à la création de l'Unión de Trabajadores de Colombia (Union des travailleurs de Colombie), avec le soutien de l'Église catholique et du Parti conservateur colombien. Le déclenchement de « La Violencia » en 1948 sert de prétexte au gouvernement de Mariano Ospina Pérez pour interdire la CTC jusqu'en 1953. Elle survit cependant de façon clandestine. En mai 1950, elle se désaffilie de la Confederación de Trabajadores de América Latina pour s'affilier à l'Organisation régionale interaméricaine des travailleurs. En 1954, les partisans de Gustavo Rojas Pinilla quittent la CTC pour former la Confederación Nacional del Trabajo  (Confédération nationale du travail) dont l'influence resta faible.
Durant la période du Front national, alors que la CTC est dominée par les libéraux, les communistes qui dominent alors la Federacion de Trabajadores de Antioquia sont expulsés en 1960 au congrès de Carthagène, en effet, au contraire des communistes, la CTC condamne la révolution cubaine
Durant cette période, la CTC donne la priorité à la lutte contre la vie chère et mène plusieurs grèves nationales sur ce thème, elle milite aussi pour une réforme du Code du travail garantissant un réel droit de grève pour les travailleurs. La CTC reste cependant la deuxième centrale syndicale derrière l'UTC, mais devant la CSTC. En 1971, les trois confédérations lancent une grève générale, mais elle n'est pas suivie par les syndicats, cet échec affaibli le mouvement revendicatif qui les années suivantes est plus timide.
En février 1976, le M-19 enlève, séquestre puis exécute le président de la CTC, José Raquel Mercado.